# Kittery Point (Maine)
Kittery Point es un lugar designado por el censo (en inglés, census-designated place, CDP) situado en el municipio de Kittery, en el condado de York, Maine, Estados Unidos. Según el censo de 2020, tiene una población de 1009 habitantes.

## Geografía
La localidad está ubicada en las coordenadas 43°5′38″N 70°41′27″O / 43.09389, -70.69083. Según la Oficina del Censo, tiene una superficie total de 6.66 km², de los cuales 4.94 km² corresponden a tierra firme y 1.72 km² están cubiertos de agua.

## Demografía
Según el censo de 2020, hay 1009 personas residiendo en la localidad. La densidad de población es de 204.25 hab./km². El 92.67% de los habitantes son blancos, el 0.89% son afroamericanos, el 0.30% son amerindios, el 0.59% son asiáticos, el 0.10% es isleño del Pacífico, el 0.99% son de otras razas y el 4.46% son de una mezcla de razas. Del total de la población, el 2.97% son hispanos o latinos de cualquier raza.